# Кириченко, Пётр Антонович
Пётр Антонович Кириченко (1917-2007) — младший лейтенант Советской Армии, участник Великой Отечественной войны, Герой Советского Союза (1943).

## Биография
Пётр Кириченко родился 15 (28) августа 1917 года в селе Турья (ныне — Краснопольский район Сумской области Украины). После окончания семи классов школы работал бухгалтером в совхозе. В 1938 году Кириченко был призван на службу в Рабоче-крестьянскую Красную Армию. Участвовал в боях советско-финской войны, был ранен. С июня 1941 года — на фронтах Великой Отечественной войны. Принимал участие в боях на Западном, Калининском, Степном, 2-м Украинском фронтах, три раза был ранен. К сентябрю 1943 года старший сержант Пётр Кириченко командовал взводом инженерно-минной роты 19-й механизированной бригады 1-го механизированного корпуса 69-й армии Степного фронта. Отличился во время битвы за Днепр.
23 сентября 1943 года в районе посёлка Новые Санжары Полтавской области Украинской ССР Кириченко перерезал горящий бикфордов шнур, благодаря чему были спасены от взрыва артиллерийские склады противника и корпус смог продолжить движение вперёд. В районе села Мишурин Рог Верхнеднепровского района Днепропетровской области Кириченко с двумя бойцами в тёмное время суток переправился на один из днепровских островов, нашёл несколько рыбацких лодок и, перегнав их на восточный берег, составил из них паром, по которому позднее переправилась артиллерия. Действия Кириченко способствовали успешному захвату советскими войсками плацдарма на западном берегу Днепра.
Указом Президиума Верховного Совета СССР от 20 декабря 1943 года за «исключительную храбрость и отвагу, проявленные при форсировании Днепра и удержании захваченного плацдарма на правом берегу реки» старший сержант Пётр Кириченко был удостоен высокого звания Героя Советского Союза с вручением ордена Ленина и медали «Золотая Звезда» за номером 1476.
В 1945 году Кириченко ускоренным курсом окончил Рязанское артиллерийское училище. В 1947 году в звании младшего лейтенанта он был уволен в запас. Проживал в посёлке Перелешинский Панинского района Воронежской области, работал инженером местного сахарного завода.
Скончался 24 апреля 2007 года, похоронен в селе Петровское того же района.

## Награды
Был также награждён орденами Отечественной войны 1-й степени и Красной Звезды, рядом медалей.

## Память
Бюст Кириченко установлен в посёлке Панино.